# 至正河防记
至正河防记是一本关于元代至正年间黄河治理工程的著作。作者是欧阳玄。《元史·河渠志》及《新元史·河渠志》中有至正河防记的全文。至正河防记全文為4千字，记述元朝至正十一年（1351）贾鲁治理黃河的事迹。